# Alberstedt
Alberstedt è un ex comune tedesco di 501 abitanti, situato nel land della Sassonia-Anhalt. Dal 1º gennaio 2010 è stato incorporato nel comune di Farnstädt del quale è oggi una frazione.